# Кротоп
Кротоп (Кротопий, др.-греч. Κρότωπος) — персонаж древнегреческой мифологии, царь Аргоса после Иаса. Сын Агенора и отец Сфенеласа и Псамафы. Его памятник стоял в Аргосе. При нем произошел Девкалионов потоп.

## Мифология
Согласно мифу, Кротоп приговорил к смерти свою собственную дочь Псамафу после того, как она родила ребенка, который был сыном Аполлона. Город Кротопа Аргос был впоследствии наказан Аполлоном чумой. Существуют различные версии, но в рассказе Конона говорится, что царь должен искупить вину сам, отправившись в изгнание.
- См. Конон. Мифы 19.